# Edward P. Jones
Edward Paul Jones (Washington D. C., 5 de octubre de 1950) es un novelista y cuentista estadounidense. Recibió el Premio Pulitzer de Ficción y el Premio Literario Internacional de Dublín por su novela de 2003 El mundo conocido.

## Biografía
Edward Paul Jones nació y creció en circunstancias pobres en Washington D. C. Fue criado principalmente por su madre, que era analfabeta, quien había nacido en Virginia, creciendo allí y en Carolina del Norte. Su madre se instaló en Washington un poco antes de la guerra. Trabajaba cuidando a un niño blanco, cocinando y limpiando. Su padre era un lavaplatos y bebedor, quien abandonó la familia cuando Jones tenía tres años. Tiene un hermano, nacido en 1952,  y una hermana, nacida en 1953. Fue educado en escuelas públicas.Cuando tenía dieciocho años, la familia se había mudado dieciocho veces y, como Jones le comentó a la página web BookBrowse, "cada lugar era peor que el lugar anterior".  Su madre murió en 1975 y Jones estuvo a la deriva, desempleado y sin hogar durante varios años. Fue luego al College of the Holy Cross, en Worcester, Massachusetts  Allí asistió , entre otros, a cursos de escritura creativa y se licenció en lengua inglesa. Por invitación del novelista estadounidense John Casey, se trasladó a la Universidad de Virginia en Charlottesville y allí tomó cursos de escritura creativa, que completó con éxito con el título de Master of Fine Arts (MFA).
Durante los siguientes 19 años se ganó la vida escribiendo y editando textos sobre temas económicos en la publicación Tax Notes, con sede en Arlington, Virginia.
Jones exorcizó parte de su infancia en su primer libro, una colección de cuentos llamada Lost in the City publicada en 1992. El libro está ambientado en las calles que conoció de niño, muy alejadas del Washington del cine, con planos de El reluciente Capitolio blanco y los guardias de seguridad presidenciales corriendo junto a las caravanas oficiales. Sus viñetas del Washington negro fueron aclamadas por la crítica. El libro fue nominado al Premio Nacional del Libro y llegó a la terna como finalista. En 1993 recibió el Premio PEN de la Fundación Hemingway. Sobre su motivación para escribir el libro Jones le reveló al Washington Postː "Había leído Dubliners de James Joyce y quedé bastante impresionado con lo que había hecho y me propuse dar una mejor imagen de cómo es la ciudad, la otra ciudad".
A principios de la década de 1990 comenzó a trabajar en lo que se convertiría en El mundo conocido. Pasó diez años formando la narrativa en mente. Al tomar unas vacaciones de cinco semanas de Tax Notes a finales de 2001, finalmente comenzó a escribir su historia. Terminó el primer borrador en dos meses y medio. Durante sus vacaciones, se enteró de que su puesto en la revista era uno de los muchos que se eliminarían a principios de 2002. Continuó escribiendo y revisando su manuscrito, viviendo de su indemnización y pago de vacaciones antes de cobrar el desempleo.
Recibió la beca MacArthur en 2004.
En 2010 le fue otorgado un doctorado honoris causa por la Universidad de Georgetown.
En 2019 fue elegido miembro de la Academia Estadounidense de Artes y Letras.
Jones vive actualmente en Arlington, cerca de Washington D. C.

## Obra
Su primer libro, Lost in the City (1992), aborda las experiencias de la clase trabajadora afroamericana y de las clases bajas en el centro de la ciudad de Washington D. C., a mediados del siglo XX. En un estilo realista y evocador, Jones describe personajes que, a pesar de la constante y no reconocida desesperación de sus existencias, viven vidas ricas, variadas y convincentes.
Su segundo libro, El mundo conocido, es una extensa saga ambientada en la Virginia anterior a la guerra, donde Jones examina el mundo de los negros libres que poseían esclavos negros. Contado desde varios puntos de vista diferentes en una intrincada estructura llena de presagios, ofrece una visión amplia del complejo sistema de esclavitud, capturando la experiencia de quienes sufrieron sus efectos mortíferos. Ganó el Premio Pulitzer de Ficción en 2004 y el Premio Literario Internacional de Dublín en 2005. La novela fue votada como una de las 12 mejores del siglo XXI por la BBC.
El tercer libro de Jones, All Aunt Hagar's Children, se publicó en 2006. Al igual que Lost in the City, es una colección de cuentos que tratan sobre afroamericanos, principalmente en Washington D. C. Varios de los cuentos habían sido publicados previamente en la revista The New Yorker. Las historias del libro giran en torno a la vida de personajes secundarios de Lost in the City. En 2007, fue finalista del Premio PEN/Faulkner, que ganó Everyman de Philip Roth.Las historias del primer y tercer libro de Jones están conectadas. Como escribió Wyatt Mason en la revista Harper's en 2006:
Las catorce historias de All Aunt Hagar's Children revisitan no sólo la ciudad de Washington sino también las catorce historias de Lost in the City. Cada nueva historia (y muchas de ellas, en su totalidad, parecen pequeñas novelas plenamente realizadas) está conectada en la misma secuencia, como de manera umbilical, a la historia correspondiente del primer libro. La literatura, por supuesto, está plagada de secuelas: sus Rabbits y Bechs, son los Zuckerman y los Kepeshes, pero ésta no es, en general, la idea que Jones tiene de una repetición. Cada revisión proporciona un tipo diferente de interacción entre las dos colecciones.
Neely Tucker escribió en 2009: Ha pasado casi completamente desapercibido, pero las dos colecciones son un conjunto coincidente: hay 14 historias en "Lost", ordenadas desde el personaje más joven al más viejo, y hay 14 historias en "Agar", también ordenadas desde personajes más jóvenes a más viejos. La primera historia del primer libro está conectada con la primera historia del segundo libro, y así sucesivamente. Para obtener la historia completa de los personajes, uno debe leer la primera historia de cada libro, luego ir a la segunda historia de cada uno, y así sucesivamente.

## Premios y nominaciones
- 1992: Nominada Premio Nacional del Libro, Lost in the City [16]
- 1993: Premio PEN/Hemingway, Lost in the City
- 1994: Premio Literario Lannan de Ficción, Lost in the City
- 2003: Nominada Premio Nacional del Libro, El mundo conocido [16]
- 2003: Premio del Círculo Nacional de Críticos de Libros, El mundo conocido
- 2004: Premio Pulitzer de ficción, El mundo conocido [17]
- 2005: Premio Literario Internacional de Dublín, El mundo conocido [18]
- 2005: Se concede la beca MacArthur [19]
- 2007: Nominada al premio PEN/Faulkner, Todos los hijos de la tía Hagar
- 2010: Premio PEN/Malamud a la excelencia en el arte del cuento